# Belgia na Mistrzostwach Świata w Lekkoatletyce 2017
Belgia na Mistrzostwach Świata w Lekkoatletyce 2017 – reprezentacja Belgii podczas mistrzostw świata w Londynie liczyła 16 zawodników, którzy zdobyli 1 medal.

## Zdobyte medale
| Medal | Zawodnik         | Konkurencja | Rezultat | Data       |
| ----- | ---------------- | ----------- | -------- | ---------- |
| złoto | Nafissatou Thiam | Siedmiobój  | 6784     | 6 sierpnia |

## Skład reprezentacji
Mężczyźni
| Zawodnik                                                     | Konkurencja         | Eliminacje | Eliminacje | Półfinał | Półfinał | Finał    | Finał   |
| Zawodnik                                                     | Konkurencja         | Rezultat   | Pozycja    | Rezultat | Pozycja  | Rezultat | Pozycja |
| ------------------------------------------------------------ | ------------------- | ---------- | ---------- | -------- | -------- | -------- | ------- |
| Jonathan Borlée                                              | bieg na 400 metrów  | 45,70      | 20. q      | 45,23    | 16.      | NQ       | NQ      |
| Kévin Borlée                                                 | bieg na 400 metrów  | 45,09      | 11. Q      | 45,10    | 11.      | NQ       | NQ      |
| Ismael Debjani                                               | bieg na 1500 metrów | 3:43,71    | 22.        | NQ       | NQ       | NQ       | NQ      |
| Bashir Abdi                                                  | bieg na 5000 metrów | 13:30,71   | 19.        | —        | —        | NQ       | NQ      |
| Soufiane Bouchikhi                                           | bieg na 5000 metrów | 13:28,64   | 11.        | —        | —        | NQ       | NQ      |
| Abdelhadi El Hachimi                                         | maraton             | —          | —          | —        | —        | DNF      | DNF     |
| Robin Vanderbemden Jonathan Borlée Dylan Borlée Kévin Borlée | sztafeta 4 x 400 m  | 2:59,47    | 3. Q       | —        | —        | 3:00,04  | 4.      |

| Zawodnik       | Konkurencja   | Kwalifikacje | Kwalifikacje | Finał | Finał   |
| Zawodnik       | Konkurencja   | Wynik        | Pozycja      | Wynik | Pozycja |
| -------------- | ------------- | ------------ | ------------ | ----- | ------- |
| Arnaud Art     | skok o tyczce | 5,60         | 9. q         | NM    | –       |
| Philip Milanov | rzut dyskiem  | 63,16        | 14.          | NQ    | NQ      |

Dziesięciobój
| Zawodnik                | Konkurencja | 100 m | LJ   | SP    | HJ   | 400 m | 110H | DT | PV | JT | 1500 m | Wynik | Pozycja |
| ----------------------- | ----------- | ----- | ---- | ----- | ---- | ----- | ---- | -- | -- | -- | ------ | ----- | ------- |
| Thomas Van der Plaetsen | Rezultat    | 11,35 | 7,09 | 13,03 | 1,96 | DNS   | –    | –  | –  | –  | –      | DNF   | DNF     |
| Thomas Van der Plaetsen | Punkty      | 784   | 835  | 669   | 767  | 0     | –    | –  | –  | –  | –      | DNF   | DNF     |

Kobiety
| Zawodniczka   | Konkurencja                | Eliminacje | Eliminacje | Półfinał | Półfinał | Finał    | Finał   |
| Zawodniczka   | Konkurencja                | Rezultat   | Pozycja    | Rezultat | Pozycja  | Rezultat | Pozycja |
| ------------- | -------------------------- | ---------- | ---------- | -------- | -------- | -------- | ------- |
| Eline Berings | bieg na 100 m przez płotki | 13,35      | 33.        | NQ       | NQ       | NQ       | NQ      |
| Anne Zagré    | bieg na 100 m przez płotki | 12,97      | 15. Q      | 13,34    | 24.      | NQ       | NQ      |

| Zawodniczka      | Konkurencja   | Kwalifikacje | Kwalifikacje | Finał | Finał   |
| Zawodniczka      | Konkurencja   | Wynik        | Pozycja      | Wynik | Pozycja |
| ---------------- | ------------- | ------------ | ------------ | ----- | ------- |
| Nafissatou Thiam | skok wzwyż    | DNS          | DNS          | NQ    | NQ      |
| Fanny Smets      | skok o tyczce | 4,20         | 20.          | NQ    | NQ      |

Siedmiobój
| Zawodniczka      | Konkurencja | 100H  | HJ   | SP    | 200 m | LJ   | JT    | 800 m   | Wynik | Pozycja |
| ---------------- | ----------- | ----- | ---- | ----- | ----- | ---- | ----- | ------- | ----- | ------- |
| Hanne Maudens    | Rezultat    | 14,47 | 1,77 | 11,80 | 25,43 | 6,15 | 35,44 | 2:12,87 | 5749  | 23.     |
| Hanne Maudens    | Punkty      | 850   | 941  | 648   | 848   | 896  | 580   | 923     | 5749  | 23.     |
| Nafissatou Thiam | Rezultat    | 13,54 | 1,95 | 15,17 | 24,57 | 6,57 | 53,93 | 2:21,42 | 6784  | złoto   |
| Nafissatou Thiam | Punkty      | 1044  | 1171 | 872   | 927   | 1030 | 936   | 804     | 6784  | złoto   |